# Tweede Slag om Capua
De Tweede Slag om Capua werd uitgevochten in 211 v.Chr. toen de Romeinen Capua belegerden.
Hannibal probeerde Capua te ontzetten door naar Rome op te marcheren; de dreiging die hiervan uitging moest de Romeinen dwingen het beleg af te breken, om Rome te kunnen gaan verdedigen. Wanneer het Romeinse leger eenmaal in open terrein was, zou Hannibal het opnieuw kunnen aanvallen en verslaan. Maar Hannibal ondervond dat de verdedigingswerken van Rome formidabel waren; de Romeinse belegeraars van Capua wisten dit en braken daarom hun beleg niet af. Omdat zijn plan mislukt was moest Hannibal wel naar het zuiden terugtrekken. Desondanks viel Capua spoedig daarna in Romeinse handen. Capua werd zwaar gestraft voor haar ontrouw aan Rome; de hele stedelijke aristocratie werd terechtgesteld.